# Storojnîțea, Ujhorod
Storojnîțea (în ucraineană Сторожниця) este o comună în raionul Ujhorod, regiunea Transcarpatia, Ucraina, formată numai din satul de reședință.

## Demografie
Componența lingvistică a comunei Storojnîțea
     Ucraineană (70,53%)
     Slovacă (18,76%)
     Maghiară (7,55%)
     Rusă (3,01%)
     Alte limbi (0,04%)
Conform recensământului din 2001, majoritatea populației comunei Storojnîțea era vorbitoare de ucraineană (70,53%), existând în minoritate și vorbitori de slovacă (18,76%), maghiară (7,55%) și rusă (3,01%).